# Jardim Leila
O Jardim Leila é um bairro da zona oeste da cidade de São Paulo, Brasil. Forma parte do distrito da cidade conhecido como Vila Sônia. Administrada pela Subprefeitura do Butantã. Este bairro conta somente com 1 logradouro que é a Rua Tsutomi Suzuki, este bairro fica dentro do Jardim Trussardi.
O bairro conta com 1 logradouro,  sendo este a Rua Tsutomi Suzuki segundo os Correios do Brasil.